# Glyphic
Glyphic är det andra albumet av musikern Boxcutter.

## Låtlista
1. "Glyphic" – 7:50
2. "Windfall" – 2:50
3. "Bug Octet" – 5:23
4. "Rusty Break" – 5:13
5. "J Dub" – 4:35
6. "Chiral" – 4:37
7. "Kaleid" – 5:30
8. "Bloscid" – 3:22
9. "Foxy" – 5:02
10. "Lunal" – 4:57
11. "Nanobot" – 2:16
12. "Fieldtrip" – 6:32